# 光導波路
光導波路（ひかりどうはろ、こうどうはろ、Optical Waveguide）とは、光学的な特性をもつ物質を用いて作成された、通信に光を用いる伝送路のこと。
既存の光ファイバーを包摂する概念であるが、「光導波路」という語句は主にシート状または板状の構造をもつものを指す傾向にある。また、単に光を伝送するだけではなく、通信に必要な電気素子や、光路の分岐・結合構造が組み込まれたものもある。
従来の金属性通信ケーブルと比較して超高速伝送が可能であること、一般に電波障害(EMI)に対する耐性が高いことからFTTHなどの超高速通信・次世代の情報処理基盤として期待されており、光ファイバーの接合などに用いられている。また、分光分析への応用も実用化段階に達している。現在(2008年)段階では今なお発展中の技術である。

## 概要

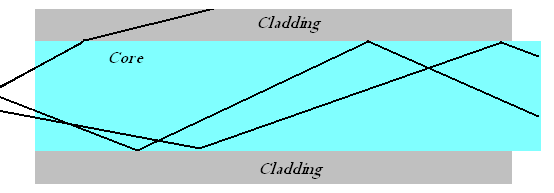
スラブ型光導波路の構造

光導波路において、光路は一般に光ファイバーと同様の構造をもつ。すなわち、光路となるコアと、コアを取り囲むクラッドである。コアとクラッドは屈折率が異なり、境界面で全反射を起こして光はほぼロスなく進行する。

### 構造
コア構造の配置によって次のように大別される。
- スラブ型:平板状のコアを平板クラッドで挟み込んだもの
- 埋め込み型:芯状のコアをクラッドで取り囲んだもの
- 半埋め込み型:芯状のコアをクラッドで取り囲んだもので、コアの一面が外部に露出しているもの
- リッジ型:板状コアにレール上クラッドを載せて配置したもの（これをメサ型・装荷型とよぶこともある）
- リッジ型＊:単一素材を断面が凸字型になるように整形して製造したもの

また、フォトニック結晶を利用した光導波路も研究が進められている。大まかな原理として、フォトニック結晶のフォトニックバンドギャップによる光の封止を導波路の形成に利用している。

### 素材
構造素材として、無機系素材では石英ガラスやシリコン、有機系素材では高純度ポリイミド系樹脂・ポリアミド系樹脂・ポリエーテル系樹脂などが使用され、赤外線を用いる場合には透過特性の改質のために重水素化やフッ素化を行ったものが利用されることがある。選定にあたっては、光の透過性・屈折率・波長特性・分散性の低さなどが重視される。

### 導波モード
光ファイバーにおけるシングルモードとマルチモードと同様に、光導波路においても導波モード別に構造が異なる。シングルモード光導波路（単一モード光導波路）においてはS偏光もしくはP偏光を伝送に用いる。この場合、コア-クラッド境界での全反射に伴う位相シフトによる干渉が問題となる。シングルモード光導波路の形成にはスラブ型・もしくは埋め込み型の構造が必要であり、光導波路への光線入射角・コア厚の制約がかなり大きい。シングルモード光導波路は伝送損失が低いが、構造が繊細であるため物理的に弱く高価となる。
リッジ型・半埋め込み型の光導波路を用いた場合、マルチモード光導波路となる。このとき伝送光の偏波状態は維持されず伝播する。

### 製造
コア・クラッド構造を構成する方法として、まず半導体工学に類似のフォトリソグラフィー法があげられる。これは、シリコンで行う場合には次のような方法がある。
- 酸素を高濃度でドープしたシリコンを用意し、フォトレジストを塗布
- 光導波路パターンをステッパーなどで露光
- 現像し、エッチングによって光導波路パターンをシリコン上に形成
- 高温・高圧処理によってフォトレジストで被覆されていない部分のシリコンを酸化させる。光導波路パターン直下のシリコンは酸化されないか、酸化の度合いが低く留まる
- 酸化によって屈折率差が形成される
- 高屈折樹脂などで被覆する
- 光導波路ができる。

フォトリソグラフィー法は量産性に問題があるとされ、加工コストの問題も指摘されている。そのためより安く製作する方法が模索され、超微細金型で光学樹脂を成型する手法や紫外線硬化樹脂を利用する方法などが開発された。

### 回路の構成
伝送に用いる光は、赤外線・可視光線などが用いられる。光の発生はレーザーダイオードによるレーザー・微細プリズムや端面へのレンズによる集光などによる外部からの導入などを利用し、受光はフォトダイオードなどを用いる。
光導波路間の光接続には、接続したい導波路を平行に接近させ、エバネッセント場による全反射面からの光の染みだしを利用する方法、接続導波路間に回折格子を形成する手法などがある。光のスイッチングは、導波路を温度制御して屈折率を変えて行う方法や、微小なミラーを用いる方法、光学オイルを発泡させて行う方法などが指摘されている。
電子回路と光導波路を接続する場合（電子-光接続）には、光検出器と発光ダイオード等の発光素子を用いる手法が一般的である。
光を増幅させる方法としては、増幅させたい部分に適切な物質をおき、反転分布を形成させることでレーザーダイオード類似の方法によってアンプとすることが可能となる。
さらに光導波路を用いて光論理回路・光集積回路を構成し、光演算素子を製造する研究も行われている。現在の高周波電流を用いた演算素子は高速化が行き詰まりをみせており、マルチコア化や計算機科学を駆使した手法によって改善が図られているが、物理的な障壁は越えがたい。光は高周波電流と比較して桁違いに波長が短く、高クロック化に適している。
しかし、μm・nmレベルの構造で光学素子を形成する技術は未成熟である。また、設計の困難さも指摘されている（遺伝的アルゴリズムによる解法が検討されている）。LSIの製造プロセスと同様に、光集積回路全体を一度に作りこんだものをモノリシック集積回路・複数のモジュール（プロセス）ごとに分けて製造し、集積して実装したものをハイブリッド集積回路とよぶ。

## 関連文献
- ポリマー光回路と応用 各務学 渡辺修 豊田中央研究所R&Dレビュー Vol.34 No.1(1999.3) PDFファイル
- 平成15年度特許出願技術動向調査報告書 光集積回路（要約版） 特許庁（日本） 2002年3月 PDFファイル